# León Febres Cordero
León Esteban Francisco Febres-Cordero Ribadeneyra (Guayaquil, 9 marzo 1931 – Guayaquil, 15 dicembre 2008) è stato un politico ecuadoriano.
È stato Presidente dell'Ecuador dal 10 agosto 1984 al 10 agosto 1988, mentre dal 1992 fino al 2000 è stato sindaco di Guayaquil.